# 미셸 바워

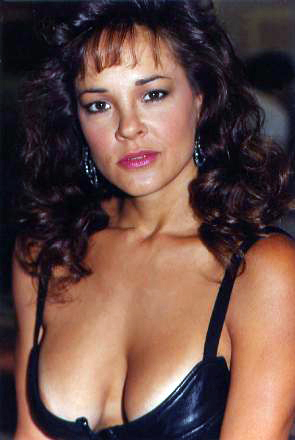

미셸 바워(영어: Michelle Bauer, 1958년 10월 1일 ~ )는 미국의 B급 영화 전문 배우, 모델이다.
캘리포니아 몬테벨로에서 태어났다. 펜트하우스지를 비롯한 1980년대 여러 성인 잡지의 모델로 등장했고 에로 영화와 호러 영화에 출연했다. 피아 스노(Pia Snow), 킴 비트너(Kim Bittner), 미셸 매클렐런(Michelle McClellan) 등의 예명이 있다.

## 영화
- 쓰리 스크림 퀸즈 (2014년)
- 네이키드 몬스터 (2005년)
- 늑대인간의 무덤 (2004년)
- 블러드 앤 호노 (2000년) - 모드 스튜어트 역
- 크레이지 인디펜던스데이 (1997년)
- 마사지 2 (1997년)
- 맥시멈 시큐리티 (1997년)
- 클릭 (1996년)
- 사랑의 기숙사 2 (1995, Assault of the Party Nerds 2: The Heavy Petting Detective (1995)
- 60피트 센터폴드의 습격 (1995년)
- 비키니 드라이브인 (1995년)
- 위치 아카데미 (1995년)
- 그래스 하프 (1995년)
- 다이너소어 아일랜드 (1994년)
- 이블 툰스 (1992년)
- 버진 하이 (1991년)
- 스크림 퀸 핫 텁 파티 (1991년)
- 램버트 부인의 사랑 (1991년)
- 조종자 3 (1991년)
- 스피리츠 (1990년)
- 어썰트 오브 더 파티 너즈 (1989년)
- 위험한 살인 (1989, The Jigsaw Murders)
- 팬텀 엠파이어 (1989년)
- 터미널 포스 (1989년)
- 아메리칸 램페이지 (1989년)
- 살인특급 (1989년)
- 헐리웃 전기톱 매춘부 (1988년)
- 워로드 (1988년)
- 여학생 기숙사 (1988년) - 리사 역
- 헐리웃 강시 (1988년)
- 코만도 스쿼드 (1987년)
- 사이클론 (1987년)
- 툼 (1986년)
- 암드 레스폰즈 (1986년)
- 톰보이 (1985년)
- 여교사 (1982년)